# Querprofil
Der Begriff Querprofil wird u. a. im Straßen- und Flussbau, aber auch in der Strahlentherapie verwendet und bezeichnet ein Profil quer zur Achsrichtung.

## Straßenbau

Zwei Querschnitte einer Straße

Regelquerschnitt einer Straße

Unter einem Querprofil, auch „Ausbauquerschnitt“ genannt, versteht man im Straßenbau einen vertikalen Schnitt durch den Straßenkörper, im rechten Winkel zur Straßenachse. Eine besondere Form des Querprofils stellt der Regelquerschnitt dar.
Ein Regelprofil unterscheidet sich von einem Querprofil dadurch, dass es zwar mehr Details darstellt, diese jedoch nur schematisch. Zudem muss es nicht einen tatsächlichen Querschnitt darstellen. Je Abschnitt gibt es meist 2 Regelprofile, eines für den Einschnitt und eines für den Aushub. Querprofile werden hingegen üblicherweise in einem kontinuierlichen Abstand (z. B. 50 m) gezeichnet.
Das Querprofil beschreibt in Form einer technischen Zeichnung den Aufbau einer Straße beim Schnitt durch eine Achse, eines Gehwegs, Schienenwegs oder Rohrgrabens. Querprofile sind maßstäblich. Zeichnungen eines Höhenplans oder Längsschnitte sind dagegen meist überhöht, d. h. Höhenunterschiede werden zur Verdeutlichung übertrieben dargestellt. Übliche Maßstäbe sind 1:50/1:500 oder 1:100/1:1000. 
Einem Querprofil entnimmt man neben den Geometriewerten des Bauwerkes den Schichtaufbau von Fahrbahnen. Dies ist zur Mengen- und Kostenermittlung wichtig.
Die Mengen zwischen den Schichten werden in Deutschland nach dem Verfahren der Regelungen für die Elektronische Bauabrechnung (REB) 21.013 berechnet bzw. geprüft. Einfache Querprofile können mit dem REB-Verfahren 23.003 (Formel 22) berechnet werden.

## Flussbau
Das Flussquerprofil bezeichnet einen Schnitt quer zur Fließrichtung mit punktuell erfassten Geländehöhen unter und über dem Mittelwasserbett. Als Flusslängsprofil bezeichnet man dagegen die Gefällslinie seines Wasserspiegels von der Quelle bis zur Mündung.

## Strahlentherapie
Das Querprofil zeigt im Rahmen der physikalischen Messungen an Strahlentherapiegeräten die Dosisverteilung senkrecht zum Zentralstrahl in einer bestimmten Wassertiefe.